# اس‌ام یو-۷۰
اس‌ام یو-۷۰ (به انگلیسی: SM U-70) یک زیردریایی بود که طول آن ۲۲۸ فوت (۶۹ متر) بود. این زیردریایی در سال ۱۹۱۵ ساخته شد.